# تظاهر بذلك حتى تحققه
تظاهر بذلك حتى تُحقّقه (بالإنجليزية: Fake it till you make it)‏ هو قول مأثور يشير إلى أنه من خلال تقليد الثقة والكفاءة والعقلية المتفائلة، يمكن للشخص أن يدرك تلك الصفات في حياته الحقيقية ويحقق النتائج التي يسعى إليها.
تم إثبات هذه العبارة لأول مرة في وقت ما قبل عام 1973. أول إشارة إلى عبارة مماثلة حدثت في أغنية (Fakin 'It) لسايمون وغارفنكل، التي تم إصدارها في عام 1968 كأغنية فردية، وأيضًا في ألبوم (Bookends) الخاص بهم. يغني سايمون، "وأنا أعلم أنني أتظاهر بذلك، لكنني لا أفعل ذلك حقًا" (And I know I'm fakin' it, I'm not really makin' it).
في حركة قانون الجذب، يعد "تصرف كما لو كنت تمتلكه بالفعل"، أو ببساطة "تصرف كما لو"، مفهومًا مركزيًا:
 كيف تصل بنفسك إلى مرحلة الإيمان؟ ابدأ في التصديق. كن مثل الطفل، وتخيل. التصرف كما لو كان لديك بالفعل. عندما تتخيل، سوف تبدأ في الاعتقاد بأنك قد تلقيت.— روندا بايرن، السر (2006)[استشهاد منقوص البيانات] [بحاجة لرقم الصفحة]

## في علم النفس
في عشرينيات القرن الماضي، طوّر ألفريد أدلر تقنية علاجية أطلق عليها "التصرف كما لو" (acting as if)، مؤكدًا أنه "إذا كنت تريد صفة ما، تصرف كما لو كنت تمتلكها بالفعل". أعطت هذه الإستراتيجية لعملائه فرصة لممارسة بدائل للسلوكيات المختلة. لا تزال طريقة أدلر مستخدمة حتى يومنا هذا، وغالبًا ما توصف بأنها لعب الأدوار .[بحاجة لمصدر]
"تظاهر حتى تتمكن من تحقيقه" (Faking it till you make it) هي أداة نفسية تمت مناقشتها في أبحاث علم الأعصاب. زعمت تجربة أجراها فريتز ستراك عام 1988 أنه يمكن تحسين الحالة المزاجية عن طريق وضع قلم بين أسنان المستخدم لإجباره على الابتسامة، لكن تجربة لاحقة فشلت في تكرار ذلك، ونتيجة لذلك حصل ستراك على جائزة إيج نوبل لعلم النفس في 2019. وجدت دراسة لاحقة أجريت عام 2022 حول استراتيجيات مواجهة الاضطراب العاطفي أن الابتسام القسري ليس أكثر فعالية من التعبيرات المحايدة القسرية وغيرها من استراتيجيات التنظيم العاطفي.